# Titularbistum Ostra
Ostra ist ein Titularbistum der römisch-katholischen Kirche.
Es geht zurück auf einen Bischofssitz in der Stadt Ostra Vetere, die sich in der italienischen Region Marken befindet.
| Titularbischöfe von Ostra |                                                          |                       |                |     |
| Nr.                       | Name                                                     | Amt                   | von            | bis |
| 1                         | Francis Assisi Chullikatt Titularerzbischof pro hac vice | Apostolischer Nuntius | 29. April 2006 |     |